# Giuliano Alesi

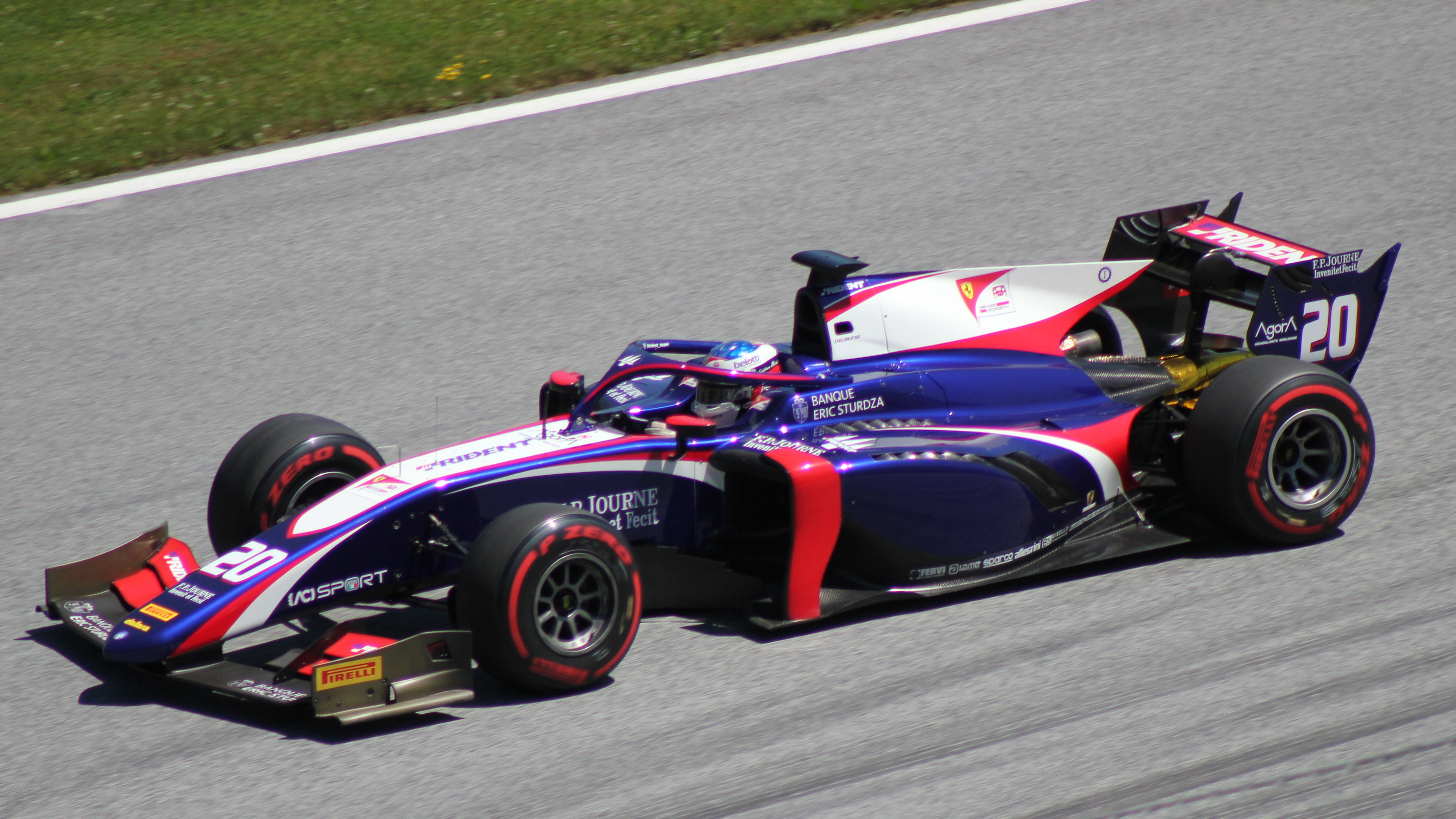
Giuliano en F2 2019.

Giuliano Ryu Alesi (Aviñón, 20 de septiembre de 1999) es un piloto de automovilismo franco-japonés. Desde 2016 hasta 2021 fue miembro de la Academia de pilotos de Ferrari, logrando el subcampeonato de la Super Fórmula Lights ese último año. Actualmente corre en el Super GT Japonés.

## Carrera

### Inicios
Alesi comenzó su carrera automovilística en el karting en 2013, compitiendo en la categoría KF3 y al año siguiente corrió en la categoría KFJ.
En 2015 ascendió a monoplazas, corriendo en el Campeonato Francés de F4. Logró cuatro victorias a lo largo del año y el cuarto puesto en el Campeonato de Pilotos. Ese mismo año y en enero de 2016 compitió en MRF Challenge.

### GP3 Series y Fórmula 2
Entre 2016 y 2018, corrió en la GP3 Series con la escudería Trident, logrando cuatro victorias en sus tres años y como mejor ubicación en el campeonato un quinto lugar en 2017.
En 2019 ascendió Campeonato de Fórmula 2 de la FIA con Trident. Entre las rondas 1 y 9 logró solamente un punto, obtenido en la carrera larga de Le Castellet. En las últimas tres rondas sumó puntos en la mayoría de las carreras, incluyendo un quinto lugar en la última carrera, que lo ubicaron en el puesto 15 en el Campeonato de Pilotos.
Al año siguiente pasó a BWT HWA RACELAB, con quien corrió desde la primera ronda hasta la novena. En la ronda posterior se unió a MP Motorsport hasta el fin de la temporada. Sumó doce puntos en la primera y última carrera y se ubicó en la ubicación 17.

### Fórmula 1
Entre 2016 y 2021 perteneció a la Academia de pilotos de Ferrari. En enero de 2021, antes de dejar la academia, tuvo su primera experiencia en un monoplaza de Fórmula 1, manejando el Ferrari SF71H del año 2018.

### Campeonatos japoneses
Tras dejar la Fórmula 2, Alesi pasó al campeonato japonés Super Fórmula Lights para 2021, y a su vez corrió en el Campeonato de Super Fórmula Japonesa (en ambos campeonatos corrió para el equipo TOM'S). En el primer campeonato obtuvo cuatro victorias en catorce podios para coronarse subcampeón, detrás del local Teppei Natori. Mientras que en el segundo corrió en cinco carreras y obtuvo una victoria. Se ubicó en la undécima posición en el Campeonato de Pilotos con 20 puntos finales.
En diciembre de 2021, renovó contrato con TOM'S para disputar a tiempo completo la Super Fórmula Japonesa en 2022. A diferencia del año anterior, el francés estuvo en la zona de puntos en una sola ocasión (octavo en Fuji) y finalizó en la posición 20 en el campeonato con solo 3 puntos. En enero de 2023, fue anunciado que Alesi seguirá con el equipo por tercer año consecutivo para la temporada 2023.

## Vida personal
Giuliano es hijo del expiloto de Fórmula 1 Jean Alesi y la exactriz japonesa Kumiko Goto. Tiene dos hermanos, Helena y John, y una medio hermana, fruto de un matrimonio anterior de su padre.
Alesi habla con fluidéz inglés, francés, italiano y japonés.

## Resumen de carrera
| Temporada | Categoría                             | Equipo                     | Carreras     | Victorias    | Poles        | VR           | Podios       | Puntos       | Pos.         |
| --------- | ------------------------------------- | -------------------------- | ------------ | ------------ | ------------ | ------------ | ------------ | ------------ | ------------ |
| 2015      | Campeonato Francés de F4              | —                          | 21           | 3            | 2            | 2            | 4            | 168.5        | 4.º          |
| 2015-16   | MRF Challenge Fórmula 2000            | MRF Racing                 | 4            | 0            | 0            | 0            | 0            | 3            | 23.º         |
| 2016      | GP3 Series                            | Trident                    | 15           | 0            | 0            | 0            | 0            | 1            | 22.º         |
| 2017      | GP3 Series                            | Trident                    | 15           | 3            | 0            | 1            | 4            | 99           | 5.º          |
| 2018      | GP3 Series                            | Trident                    | 18           | 1            | 0            | 1            | 4            | 100          | 7.º          |
| 2019      | Campeonato de Fórmula 2 de la FIA     | Trident                    | 24           | 0            | 0            | 0            | 0            | 20           | 15.º         |
| 2020      | Campeonato de Fórmula 2 de la FIA     | BWT HWA RACELAB            | 18           | 0            | 0            | 0            | 0            | 12           | 17.º         |
| 2020      | Campeonato de Fórmula 2 de la FIA     | MP Motorsport              | 6            | 0            | 0            | 0            | 0            | 12           | 17.º         |
| 2021      | Super Fórmula Lights                  | TOM'S                      | 17           | 4            | 2            | 4            | 14           | 103          | 2.º          |
| 2021      | Super GT Japonés - GT300              | arto Team Thailand         | 8            | 0            | 0            | 0            | 0            | 0            | NC           |
| 2021      | Campeonato de Super Fórmula Japonesa  | Kuo Vantelin Team TOM'S    | 5            | 1            | 1            | 0            | 1            | 20           | 11.º         |
| 2022      | Campeonato de Super Fórmula Japonesa  | Kuo Vantelin Team TOM'S    | 10           | 0            | 0            | 0            | 0            | 3            | 20.º         |
| 2022      | Super GT Japonés - GT500              | TGR Team au TOM'S          | 8            | 0            | 0            | 0            | 1            | 29.5         | 10.º         |
| 2023      | Campeonato de Super Fórmula Japonesa  | Vantelin Team TOM'S        | 5            | 0            | 0            | 0            | 0            | 3            | 20.º         |
| 2023      | Super GT Japonés - GT500              | TGR Team Deloitte TOM'S    | 8            | 0            | 0            | 0            | 0            | 15           | 15.º         |
| 2023      | Super Taikyu - ST-Z                   | Porsche Team EBI Waimarama | 1            | 0            | 0            | 0            | 0            | 50           | 8.º          |
| 2024      | Super GT Japonés - GT500              | TGR Team Deloitte TOM'S    | 8            | 2            | 1            | 0            | 2            | 51           | 5.º          |
| 2024      | Super Taikyu - ST-X                   | Zhongsheng ROOKIE Racing   | 5            | 2            | 1            | 2            | 2            | 67           | 1.º          |
| 2025      | Super GT Japonés - GT500              | TGR Team Deloitte TOM'S    | Disputándose | Disputándose | Disputándose | Disputándose | Disputándose | Disputándose | Disputándose |
| 2025      | Nürburgring Langstrecken-Serie - SP8T | Toyota Gazoo Racing        | Disputándose | Disputándose | Disputándose | Disputándose | Disputándose | Disputándose | Disputándose |
| Fuente:   |                                       |                            |              |              |              |              |              |              |              |

## Resultados

### GP3 Series
(Clave) (negrita indica pole position) (cursiva indica vuelta rápida puntuable)

| Año  | Escudería | 1   | 1   | 2   | 2   | 3   | 3   | 4   | 4   | 5   | 5   | 6   | 6   | 7   | 7   | 8   | 8   | 9   | 9   | Pos. | Puntos | Ref.   |
| ---- | --------- | --- | --- | --- | --- | --- | --- | --- | --- | --- | --- | --- | --- | --- | --- | --- | --- | --- | --- | ---- | ------ | ------ |
| 2016 | Trident   | BAR | BAR | SPI | SPI | SIL | SIL | BUD | BUD | HOC | HOC | SPA | SPA | MNZ | MNZ | KUA | KUA | YMC | YMC | 22.º | 1      | [ 20 ] |
| 2016 | Trident   | 22  | 16  | DNS | DNS | 16  | Ret | 19  | 16  | Ret | 14  | 10  | 12  | DNS | 19  | 16  | 13  | 11  | 10  | 22.º | 1      | [ 20 ] |
| 2017 | Trident   | BAR | BAR | SPI | SPI | SIL | SIL | BUD | BUD | SPA | SPA | MNZ | MNZ | JER | JER | YMC | YMC |     |     | 5.º  | 99     | [ 21 ] |
| 2017 | Trident   | 17  | 11  | 6   | 2   | 7   | 1   | 6   | 1   | 7   | 1   | 6   | C   | 9   | 7   | Ret | 10  |     |     | 5.º  | 99     | [ 21 ] |
| 2018 | Trident   | BAR | BAR | LEC | LEC | SPI | SPI | SIL | SIL | BUD | BUD | SPA | SPA | MNZ | MNZ | SOC | SOC | YMC | YMC | 7.º  | 100    | [ 22 ] |
| 2018 | Trident   | 7   | 1   | 3   | 6   | 6   | Ret | 8   | 2   | 17† | 16  | 9   | 6   | 6   | 2   | 14  | 17  | 6   | 10  | 7.º  | 100    | [ 22 ] |

### Campeonato de Fórmula 2 de la FIA
(Clave) (negrita indica pole position) (cursiva indica vuelta rápida puntuable)

| Año  | Escudería       | 1    | 1    | 2    | 2    | 3   | 3   | 4    | 4    | 5    | 5    | 6   | 6   | 7   | 7   | 8   | 8   | 9   | 9   | 10  | 10  | 11   | 11   | 12   | 12   | Pos. | Puntos | Ref.  |
| ---- | --------------- | ---- | ---- | ---- | ---- | --- | --- | ---- | ---- | ---- | ---- | --- | --- | --- | --- | --- | --- | --- | --- | --- | --- | ---- | ---- | ---- | ---- | ---- | ------ | ----- |
| 2019 | Trident         | SAK  | SAK  | BAK  | BAK  | BAR | BAR | MON  | MON  | LEC  | LEC  | SPI | SPI | SIL | SIL | BUD | BUD | SPA | SPA | MNZ | MNZ | SOC  | SOC  | YMC  | YMC  | 15.º | 20     | [ 4 ] |
| 2019 | Trident         | 12   | DSQ  | Ret  | Ret  | Ret | 16  | 11   | Ret  | 10   | 14   | 13  | Ret | 17  | Ret | 13  | 12  | C   | C   | 7   | 7   | 13   | 8    | 8    | 5    | 15.º | 20     | [ 4 ] |
| 2020 |                 | SPI1 | SPI1 | SPI2 | SPI2 | BUD | BUD | SIL1 | SIL1 | SIL2 | SIL2 | BAR | BAR | SPA | SPA | MNZ | MNZ | MUG | MUG | SOC | SOC | SAK1 | SAK1 | SAK2 | SAK2 | 17.º | 12     | [ 7 ] |
| 2020 | BWT HWA RACELAB | 6    | Ret  | 21   | 15   | 11  | 10  | 19   | 18   | 16   | 20   | Ret | 19  | 18  | 14  | 18  | 12  | Ret | Ret |     |     |      |      |      |      | 17.º | 12     | [ 7 ] |
| 2020 | MP Motorsport   |      |      |      |      |     |     |      |      |      |      |     |     |     |     |     |     |     |     | 14  | 16  | 17   | 13   | 15   | 6    | 17.º | 12     | [ 7 ] |

### Super GT Japonés
(Clave) (negrita indica pole position) (cursiva indica vuelta rápida)

| Año  | Escudería          | Automóvil             | Clase | 1   | 2    | 3    | 4    | 5    | 6   | 7    | 8   | Pos. | Puntos | Ref.   |
| ---- | ------------------ | --------------------- | ----- | --- | ---- | ---- | ---- | ---- | --- | ---- | --- | ---- | ------ | ------ |
| 2021 | arto Team Thailand | Lexus RC F GT3        | GT300 | OKA | FUJ  | MOT1 | SUZ  | SUG  | AUT | MOT2 | FUJ | NC   | 0      | [ 23 ] |
| 2021 | arto Team Thailand | Lexus RC F GT3        | GT300 | 24  | 22   | Ret  | 20   | 17   | Ret | 17   | 20  | NC   | 0      | [ 23 ] |
| 2022 | TGR Team au TOM'S  | Toyota GR Supra GT500 | GT500 | OKA | FUJ1 | SUZ1 | FUJ2 | SUZ2 | SUG | AUT  | MOT | 10.º | 29.5   | [ 24 ] |
| 2022 | TGR Team au TOM'S  | Toyota GR Supra GT500 | GT500 | 6   | 2    | 10   | 4    | 9    | 10  | 8    | 9   | 10.º | 29.5   | [ 24 ] |

### Campeonato de Super Fórmula Japonesa
(Clave) (negrita indica pole position) (cursiva indica vuelta rápida)

| Año  | Escudería               | 1    | 2    | 3    | 4   | 5    | 6    | 7    | 8    | 9    | 10   | Pos. | Puntos | Ref.   |
| ---- | ----------------------- | ---- | ---- | ---- | --- | ---- | ---- | ---- | ---- | ---- | ---- | ---- | ------ | ------ |
| 2021 | Kuo Vantelin Team TOM'S | FUJ  | SUZ1 | AUT  | SUG | MOT1 | MOT2 | SUZ2 |      |      |      | 11.º | 20     | [ 13 ] |
| 2021 | Kuo Vantelin Team TOM'S |      | 9    | 1    | 9   | 16   |      | 8    |      |      |      | 11.º | 20     | [ 13 ] |
| 2022 | Kuo Vantelin Team TOM'S | FUJ1 | FUJ1 | SUZ1 | AUT | SUG  | FUJ2 | MOT  | MOT  | SUZ2 | SUZ2 | 20.º | 3      | [ 15 ] |
| 2022 | Kuo Vantelin Team TOM'S | 17   | 8    | 15   | Ret | 13   | Ret  | 13   | Ret  | 21   | 16   | 20.º | 3      | [ 15 ] |
| 2023 | Vantelin Team TOM'S     | FUJ1 | FUJ1 | SUZ1 | AUT | SUG  | FUJ2 | MOT  | SUZ2 | SUZ2 |      | 20.º | 3      | [ 25 ] |
| 2023 | Vantelin Team TOM'S     | Ret  | Ret  | 8    | 13  | Ret  |      |      |      |      |      | 20.º | 3      | [ 25 ] |